# Cantone di Le Cateau-Cambrésis
Il Cantone di Le Cateau-Cambrésis è una divisione amministrativa dell'arrondissement di Cambrai.
A seguito della riforma approvata con decreto del 17 febbraio 2014, che ha avuto attuazione dopo le elezioni dipartimentali del 2015, è passato da 18 a 56 comuni.

## Composizione
I 18 comuni facenti parte prima della riforma del 2014 erano:
- Bazuel
- Beaumont-en-Cambrésis
- Le Cateau-Cambrésis
- Catillon-sur-Sambre
- La Groise
- Honnechy
- Inchy
- Maurois
- Mazinghien
- Montay
- Neuvilly
- Ors
- Pommereuil
- Rejet-de-Beaulieu
- Reumont
- Saint-Benin
- Saint-Souplet
- Troisvilles

Dal 2015 i comuni appartenenti al cantone sono i seguenti 56:
- Awoingt
- Banteux
- Bantouzelle
- Bazuel
- Beaumont-en-Cambrésis
- Bertry
- Briastre
- Busigny
- Cantaing-sur-Escaut
- Le Cateau-Cambrésis
- Catillon-sur-Sambre
- Cattenières
- Caullery
- Clary
- Crèvecœur-sur-l'Escaut
- Dehéries
- Élincourt
- Esnes
- Flesquières
- Fontaine-au-Pire
- Gonnelieu
- Gouzeaucourt
- La Groise
- Haucourt-en-Cambrésis
- Honnechy
- Honnecourt-sur-Escaut
- Inchy
- Lesdain
- Ligny-en-Cambrésis
- Malincourt
- Marcoing
- Maretz
- Masnières
- Maurois
- Mazinghien
- Montay
- Montigny-en-Cambrésis
- Neuvilly
- Niergnies
- Noyelles-sur-Escaut
- Ors
- Pommereuil
- Rejet-de-Beaulieu
- Reumont
- Ribécourt-la-Tour
- Les Rues-des-Vignes
- Rumilly-en-Cambrésis
- Saint-Benin
- Saint-Souplet
- Séranvillers-Forenville
- Troisvilles
- Villers-Guislain
- Villers-Outréaux
- Villers-Plouich
- Walincourt-Selvigny
- Wambaix